# Monte Caparica Atlético Clube
O Monte Caparica Atlético Clube é um clube de futebol português fundado em 1933 e sediado em Monte de Caparica, Almada. O seu estádio é o Campo de Jogos Rocha Lobo, que tem uma capacidade para 2 mil espetadores. Atualmente, jogam na 1ª divisão da AF Setúbal.

## Palmarés
- I Divisão Distrital - Setúbal: 1965/66
- II Divisão Distrital - Setúbal: 2011/12